# Puchar Europy w Lekkoatletyce 1995
16. Puchar Europy w lekkoatletyce - ogólnoeuropejska impreza lekkoatletyczna, która odbyła się w czerwcu 1995 na pięciu stadionach Europy. Organizacją Pucharu Europy zajmowało się Europejskie Stowarzyszenie Lekkoatletyczne.

## Superliga
Zawody Superligi Pucharu Europy rozegrano we francuskim mieście Villeneuve-d’Ascq tuż przy granicy z Belgią 24 i 25 czerwca. Rywalizację wśród panów wygrała reprezentacja Niemiec, a wśród pań najlepsze okazały się zawodniczki Rosji.

### Tabela końcowa
| Pozycja | Reprezentacja   | Punkty |
| ------- | --------------- | ------ |
| 1       | Niemcy          | 117    |
| 2       | Wielka Brytania | 107    |
| 3       | Rosja           | 105    |
| 4       | Włochy          | 96,5   |
| 5       | Ukraina         | 82     |
| 6       | Szwecja         | 78,5   |
| 7       | Hiszpania       | 67     |
| 8       | Polska          | 66     |

| Pozycja | Reprezentacja   | Punkty |
| ------- | --------------- | ------ |
| 1       | Rosja           | 117    |
| 2       | Niemcy          | 100    |
| 3       | Wielka Brytania | 85     |
| 4       | Francja         | 75     |
| -       | Ukraina         | 75     |
| 6       | Białoruś        | 71     |
| 7       | Włochy          | 52     |
| 8       | Polska          | 37     |

## I liga
Zawody I ligi odbyły się w dwóch grupach. Grupa A rywalizowała w Bazylei, w Szwajcarii, a w grupie B w fińskim Turku. Impreza odbyła się 10 i 11 czerwca.

### Tabele
| Pozycja | Reprezentacja | Punkty |
| ------- | ------------- | ------ |
| 1       | Francja       | 122,5  |
| 2       | Norwegia      | 101    |
| 3       | Czechy        | 98,5   |
| 4       | Portugalia    | 88     |
| 5       | Szwajcaria    | 84     |
| 6       | Dania         | 80,5   |
| 7       | Holandia      | 73,5   |
| 8       | Belgia        | 70     |

| Pozycja | Reprezentacja | Punkty |
| ------- | ------------- | ------ |
| 1       | Finlandia     | 122    |
| 2       | Białoruś      | 102    |
| 3       | Rumunia       | 101,5  |
| 4       | Grecja        | 100    |
| 5       | Węgry         | 90,5   |
| 6       | Łotwa         | 83,5   |
| 7       | Bułgaria      | 60,5   |
| 8       | Słowacja      | 59     |

## II liga
Zawody II ligi odbyły się w dwóch grupach. Grupa A spotkała się w Tallinnie, a grupa B w Velenju w Słowenii. Impreza odbyła się 10 i 11 czerwca.

### Tabele
| Pozycja | Reprezentacja | Punkty |
| ------- | ------------- | ------ |
| 1       | Austria       | 109    |
| 2       | Irlandia      | 100    |
| 3       | Jugosławia    | 99     |
| 4       | Estonia       | 85     |
| 5       | Islandia      | 72     |
| 6       | Litwa         | 50     |
| 7       | San Marino    | 43     |

| Pozycja | Reprezentacja | Punkty |
| ------- | ------------- | ------ |
| 1       | Słowenia      | 101    |
| 2       | Turcja        | 95     |
| 3       | Chorwacja     | 94     |
| 4       | Cypr          | 91     |
| 5       | Mołdawia      | 73     |
| 6       | Izrael        | 71     |
| 7       | Albania       | 30     |